# Зандберг, Фёдор Леонидович
Фёдор Леони́дович За́ндберг (апрель 1907, Санкт-Петербург — 8 апреля 1938, Ленинград) — советский оператор документального и игрового кино. Жертва политического террора в СССР.

## Биография
Родился в Санкт-Петербурге в семье купца первой гильдии.
В 1925—1929 годах изучал кинотехнику в Германии. С 1929 года — оператор Ленинградской фабрики «Совкино» (с 1930 года — Ленинградской фабрики «Союзкино»). Совместно с оператором В. Солодовниковым снял первый советский звуковой полнометражный документальный фильм «План великих работ» («Пятилетка», режиссёр А. М. Роом); фильм вошел в «Звуковую сборную программу № 1», которая была впервые показана в марте 1930 года в Москве в кинотеатре «Художественный». Создавал фотокиномонтажи для постановок Ленинградского театра юных зрителей (1930). Избирался членом бюро группы Ассоциации работников революционной кинематографии (АРРК) кинофабрики, был руководителем поста (сектора) по выпуску картин (1933). Начальник группы кинофильма «Лунный камень» (1935), в 1937 году — начальник отдела комбинированных съёмок Ленинградской ордена Ленина киностудии «Ленфильм».
Арестован 20 января 1938 года по политическим мотивам. Приговорён 25 марта 1938 года Комиссией НКВД и Прокурора СССР по статье 58-6 УК РСФСР к высшей мере наказания. Расстрелян 8 апреля 1938 года в Ленинграде. Посмертно реабилитирован.

### Семья
- отец —  Леонид Михайлович Зандберг, купец первой гильдии, директор Сибирского торгового банка, кандидат в директора правления общества Троицкой железной дороги[2][22][23];
- мать —  Александра Эмман[2].

## Фильмография
- 1929 — Пижон / Даёшь изящную жизнь (не сохранился)
- 1930 — План великих работ / Пятилетка (документальный; совместно с  В. Солодовниковым)
- 1930 — Юные натуралисты / Современные Майн-Риды / Медвежатники / Настоящие охотники (совместно с  Ж. Мартовым)
- 1931 — Верхний этаж (документальный)
- 1931 — Кинометла № 3 (совместно с В. Симбирцевым; не сохранился)
- 1932 — Музыкальная олимпиада (короткометражный, совместно с С. Беляевым и В. Гинзбургом)[K 1]
- 1932  — Победители ночи / О походе «Малыгина» в 1931 году (совместно с П. Паллеем; не сохранился)
- 1934 — Люблю ли тебя? / Комедия брака (совместно с Ю. Утехиным; не сохранился)
- 1935 — Лунный камень (совместно с В. Левитиным)

## Комментарии
1. ↑  После опубликования статьи в газете «Кадр» за 28 марта 1932 года «Провал Червякова — не случайный», в которой осуждалась работа Е. В. Червякова над фильмом «Музыкальная олимпиада», работа над картиной была приостановлена[24].